# Porte-du-Quercy
Porte-du-Quercy – gmina we Francji, w regionie Oksytania, w departamencie Lot. W 2013 roku liczba ludności wynosiła 591 mieszkańców. 
Gmina została utworzona 1 stycznia 2019 roku z połączenia czterech ówczesnych gmin: Le Boulvé, Fargues, Saint-Matré oraz Saux. Siedzibą gminy została miejscowość Le Boulvé. 